# Akishimo (1943)
El Akishimo (秋霜-nieve otoñal) fue un destructor de la clase Yugumo perteneciente a la Armada Imperial Japonesa durante la Segunda Guerra Mundial. 

## Historia operativo
Construido en los astilleros Fujinagata en Osaka, fue botado en 1943 y asignado en marzo de 1944. Su primer comandante fue Toshio Hirayama, siendo asignado a la 11.ª división de destructores de escolta y sirviendo como escolta de la 2.ª Flota hasta junio de 1944.
En julio sirvió como escolta de transportes de tropas entre Singapur y Kure.
Fue asignado a la 2.ª división de destructores de escolta como uno de los quince destructores del grueso de la Fuerza Móvil de Takeo Kurita que constaba de cinco acorazados (el Yamato, y su gemelo Musashi, el Nagato, el Kongō, y el Haruna), diez cruceros pesados (el Atago, el Maya, el Takao, el Chōkai, el Myōkō, el Haguro, el Kumano, el Suzuya, el Tone, y el Chikuma), además de dos cruceros ligeros similares, el Yahagi y el Noshiro para el orden de batalla de la intrincada Operación convergente Sho (Victoria en japonés) contra fuerzas de desembarco enemigas en Leyte.
En el desarrollo de la batalla del Golfo de Leyte, el 23 de octubre de 1944 tuvo que actuar en el rol buque de rescate para los sobrevivientes de los cruceros Maya y Atago, posteriormente el 24 de octubre tuvo que asistir al averiado crucero Myōkō.
El 25 de octubre tuvo una colisión menor con el destructor Shimakaze y la madrugada del 26 de octubre rescató a los sobrevivientes del crucero Noshiro, rescatando a 328 personas y regresando atestado a Brunéi, Manila.
El 10 de noviembre mientras escoltaba a la cuarta Fuerza de Tareas en las afueras de la bahía de Ormoc, fue atacado por bombarderos americanos B-25 y alcanzado por dos bombas: una de ellas tocó el puente reventándolo, y otra desgajó la proa. Perdió 20 tripulantes y tuvo 35 heridos, pero pese a la magnitud de los daños sufridos pudo volver a la bahía de Coron para luego efectuar reparaciones en el arsenal de Cavite en Manila.
El 13 de noviembre mientras estaba amarrado en Cavite junto al destructor Akebono, fue nuevamente atacado por B-25 Mitchell en la bahía de Ormoc, recibiendo sendos impactos directos de bomba que los hicieron incendiarse, el Akishimo resultó volcado y hundido en su amarre con 15 bajas adicionales.